# Kamerun na Letních olympijských hrách 2000
Kamerun se účastnil Letní olympiády 2000. Kamerun získal jednu zlatou medaili z turnaje ve fotbale – turnaj byl určen pro hráče do 23 let s tím, že v každém týmu mohli nastoupit i tři starší hráči. Šlo o 20. oficiální fotbalový turnaj na olympijských hrách.

## Medailové pozice
| Medaile | Jméno | Sport  | Disciplína  |
| ------- | --- | ------ | ----------- |
| Zlato   | Samuel Eto'o Serge Mimpo Clément Beaud Aaron Nguimbat Joël Epalle Modeste M'bami Patrice Abanda Nicolas Alnoudji Daniel Bekono Serge Branco Lauren Carlos Kameni Patrick M’Boma Albert Meyong Daniel Ngom Kome Geremi Njitap Patrick Suffo Pierre Womé Trenér: Jean-Paul Akono | Fotbal | turnaj mužů |